# Xerofiel

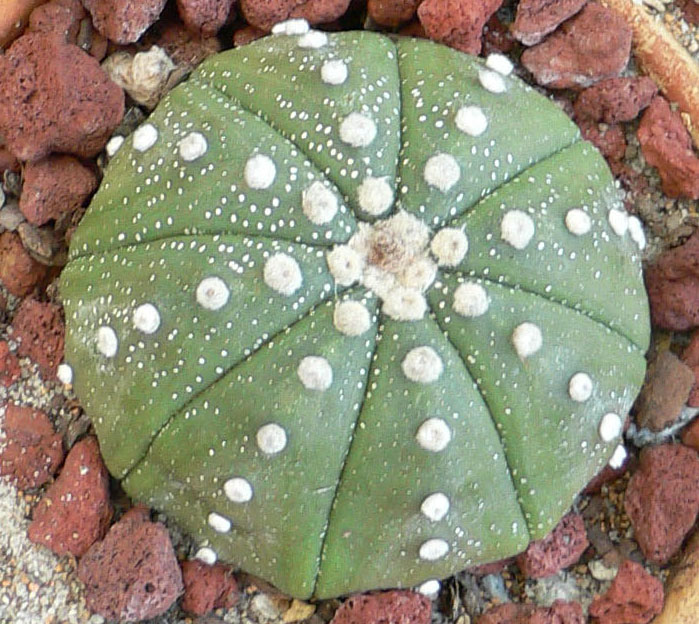
Een zee-egelcactus: een xerofiele plant uit Mexico

Xerofiel (Grieks voor: droogteminnend) is een term die gebruikt wordt voor de xerofyten: planten die goed aan een droog klimaat zijn aangepast.
Deze aanpassing bestaat vooral in mechanismen om het waterverlies door verdamping te beperken. Xerofiele planten hebben dus meestal kleine bladeren, of in het geheel geen bladeren, waarbij de fotosynthese dan wordt overgenomen door de verdikte stengels. Ook beschikken deze planten vaak over verdikte wortels en/of stengels, waarin een flinke watervoorraad kan worden opgeslagen. Omdat in woestijnen voedsel en water schaars zijn voor de dieren, zijn de weinige planten in die gebieden blootgesteld aan een grote vraatdruk. Om zich daartegen enigszins te beschermen zijn deze planten daarom vaak voorzien van stekels.
De bekendste familie van xerofyten zijn wel de cactussen, die hun oorsprong hebben in Midden- en Zuid-Amerika. Minder bekend is dat in woestijngebieden in de Oude Wereld (Zuid-Afrika en Madagaskar) een groot aantal soorten van de wolfsmelkfamilie (Euphorbiaceae) xerofiele aanpassingen hebben ondergaan die als twee druppels water lijken op die van de cactaceeën. Het is voor de leek vaak niet gemakkelijk deze wolfsmelkachtigen van cactussen te onderscheiden. De bloeiwijze is nochtans geheel verschillend, hetgeen bewijst dat het om verschillende families gaat. Dit is een geval van convergente evolutie.